# Eleições parlamentares europeias de 2024 no distrito de Leiria
| Eleições parlamentares europeias de 2024 Distritos: Aveiro \| Beja \| Braga \| Bragança \| Castelo Branco \| Coimbra \| Évora \| Faro \| Guarda \| Leiria \| Lisboa \| Portalegre \| Porto \| Santarém \| Setúbal \| Viana do Castelo \| Vila Real \| Viseu \| Açores \| Madeira \| Estrangeiro |

## Resultados por concelho
Os resultados nos concelhos do Distrito de Leiria foram os seguintes:

### Alcobaça
| Partido                 | Partido                                  | Votos  | %               | +/-  |
| ----------------------- | ---------------------------------------- | ------ | --------------- | ---- |
|                         | Aliança Democrática (PPD/PSD-CDS-PP-PPM) | 8 515  | 37,72 / 100,00  | 1,42 |
|                         | Partido Socialista                       | 6 257  | 27,72 / 100,00  | 0,69 |
|                         | CHEGA                                    | 2 291  | 10,15 / 100,00  | -    |
|                         | Iniciativa Liberal                       | 2 084  | 9,23 / 100,00   | 8,55 |
|                         | Bloco de Esquerda                        | 710    | 3,14 / 100,00   | 4,83 |
|                         | LIVRE                                    | 698    | 3,09 / 100,00   | 1,70 |
|                         | Coligação Democrática Unitária (PCP-PEV) | 558    | 2,47 / 100,00   | 1,66 |
|                         | Alternativa Democrática Nacional         | 387    | 1,71 / 100,00   | 1,26 |
|                         | Outros (com menos de 1,00%)              | 456    | 2,03 / 100,00   |      |
| Votos Inválidos         | Votos Inválidos                          | 620    | 2,74 / 100,00   | 7,26 |
| Total                   | Total                                    | 22 576 | 100,00 / 100,00 |      |
| Eleitorado/Participação | Eleitorado/Participação                  | 48 842 | 46,22 / 100,00  | 9,87 |

| Freguesia              | %     | %     | %     | %     | %    | %    | %    | %    | Votantes |
| Freguesia              | AD    | PS    | CH    | IL    | BE   | L    | CDU  | ADN  | Votantes |
| ---------------------- | ----- | ----- | ----- | ----- | ---- | ---- | ---- | ---- | -------- |
| Freguesia              |       |       |       |       |      |      |      |      | Votantes |
| Alcobaça e Vestiaria   | 34,22 | 27,52 | 9,31  | 11,86 | 3,99 | 4,62 | 3,41 | 1,18 | 3 136    |
| Alfeizerão             | 40,29 | 25,81 | 11,49 | 8,58  | 2,51 | 2,75 | 1,54 | 2,02 | 1 236    |
| Aljubarrota            | 32,54 | 30,77 | 11,11 | 8,79  | 3,21 | 2,81 | 2,62 | 2,12 | 2 025    |
| Bárrio                 | 32,14 | 37,78 | 8,83  | 5,64  | 2,82 | 3,95 | 3,57 | 1,88 | 532      |
| Benedita               | 45,45 | 18,73 | 9,75  | 12,10 | 3,44 | 2,90 | 0,97 | 1,98 | 3 694    |
| Cela                   | 41,30 | 29,11 | 6,87  | 6,87  | 3,68 | 2,80 | 2,22 | 1,74 | 1 034    |
| Cós, Alpedriz e Montes | 25,63 | 40,61 | 8,57  | 8,30  | 2,62 | 2,80 | 2,80 | 2,08 | 1 108    |
| Évora de Alcobaça      | 43,97 | 27,37 | 8,88  | 8,21  | 1,40 | 1,40 | 2,01 | 2,12 | 1 790    |
| Maiorga                | 22,39 | 42,97 | 12,25 | 6,20  | 4,08 | 2,12 | 4,69 | 0,91 | 661      |
| Pataias e Martingança  | 27,77 | 36,37 | 11,24 | 7,20  | 3,19 | 3,46 | 4,36 | 1,05 | 2 571    |
| São Martinho do Porto  | 33,27 | 29,01 | 10,28 | 10,69 | 4,71 | 3,95 | 3,10 | 1,03 | 2 227    |
| Turquel                | 51,02 | 17,56 | 11,65 | 7,11  | 1,85 | 2,63 | 0,72 | 2,69 | 1 674    |
| Vimeiro                | 54,05 | 17,91 | 11,94 | 6,53  | 1,13 | 1,58 | 1,13 | 2,14 | 888      |
| Alcobaça               | 37,72 | 27,72 | 10,15 | 9,23  | 3,14 | 3,09 | 2,47 | 1,71 | 22 576   |

### Alvaiázere
| Partido                 | Partido                                  | Votos | %               | +/-   |
| ----------------------- | ---------------------------------------- | ----- | --------------- | ----- |
|                         | Aliança Democrática (PPD/PSD-CDS-PP-PPM) | 1 374 | 49,51 / 100,00  | 7,71  |
|                         | Partido Socialista                       | 597   | 21,51 / 100,00  | 2,18  |
|                         | CHEGA                                    | 335   | 12,07 / 100,00  | -     |
|                         | Iniciativa Liberal                       | 132   | 4,76 / 100,00   | 4,52  |
|                         | Alternativa Democrática Nacional         | 68    | 2,45 / 100,00   | 2,12  |
|                         | Bloco de Esquerda                        | 60    | 2,16 / 100,00   | 2,35  |
|                         | Coligação Democrática Unitária (PCP-PEV) | 42    | 1,51 / 100,00   | 0,47  |
|                         | LIVRE                                    | 41    | 1,48 / 100,00   | 0,82  |
|                         | Outros (com menos de 1,00%)              | 52    | 1,87 / 100,00   |       |
| Votos Inválidos         | Votos Inválidos                          | 74    | 2,67 / 100,00   | 5,35  |
| Total                   | Total                                    | 2 775 | 100,00 / 100,00 |       |
| Eleitorado/Participação | Eleitorado/Participação                  | 5 715 | 48,56 / 100,00  | 14,14 |

| Freguesia           | %     | %     | %     | %    | %    | %    | %    | %    | Votantes |
| Freguesia           | AD    | PS    | CH    | IL   | ADN  | BE   | CDU  | L    | Votantes |
| ------------------- | ----- | ----- | ----- | ---- | ---- | ---- | ---- | ---- | -------- |
| Freguesia           |       |       |       |      |      |      |      |      | Votantes |
| Almoster            | 53,26 | 22,10 | 6,16  | 5,07 | 4,35 | 1,81 | 1,81 | 2,17 | 276      |
| Alvaiázere          | 45,77 | 23,83 | 11,27 | 6,69 | 2,35 | 2,93 | 1,17 | 1,29 | 852      |
| Maçãs de Dona Maria | 54,98 | 20,85 | 10,27 | 3,16 | 1,42 | 1,74 | 1,74 | 1,42 | 633      |
| Pelmá               | 48,55 | 14,86 | 20,29 | 3,99 | 4,35 | 2,17 | 1,09 | 0,72 | 276      |
| Pussos São Pedro    | 48,10 | 21,68 | 13,69 | 4,07 | 2,03 | 1,76 | 1,76 | 1,76 | 738      |
| Alvaiázere          | 49,51 | 21,51 | 12,07 | 4,76 | 2,45 | 2,16 | 1,51 | 1,48 | 2 775    |

### Ansião
| Partido                 | Partido                                  | Votos  | %               | +/-  |
| ----------------------- | ---------------------------------------- | ------ | --------------- | ---- |
|                         | Aliança Democrática (PPD/PSD-CDS-PP-PPM) | 2 159  | 43,51 / 100,00  | 0,48 |
|                         | Partido Socialista                       | 1 397  | 28,15 / 100,00  | 1,76 |
|                         | CHEGA                                    | 463    | 9,33 / 100,00   | -    |
|                         | Iniciativa Liberal                       | 319    | 6,43 / 100,00   | 6,07 |
|                         | Alternativa Democrática Nacional         | 113    | 2,28 / 100,00   | 1,66 |
|                         | LIVRE                                    | 105    | 2,12 / 100,00   | 0,92 |
|                         | Bloco de Esquerda                        | 97     | 1,95 / 100,00   | 4,56 |
|                         | Coligação Democrática Unitária (PCP-PEV) | 85     | 1,71 / 100,00   | 0,28 |
|                         | Outros (com menos de 1,00%)              | 108    | 2,18 / 100,00   |      |
| Votos Inválidos         | Votos Inválidos                          | 116    | 2,34 / 100,00   | 5,66 |
| Total                   | Total                                    | 4 962  | 100,00 / 100,00 |      |
| Eleitorado/Participação | Eleitorado/Participação                  | 11 009 | 45,07 / 100,00  | 8,37 |

| Freguesia          | %     | %     | %     | %    | %    | %    | %    | %    | Votantes |
| Freguesia          | AD    | PS    | CH    | IL   | ADN  | L    | BE   | CDU  | Votantes |
| ------------------ | ----- | ----- | ----- | ---- | ---- | ---- | ---- | ---- | -------- |
| Freguesia          |       |       |       |      |      |      |      |      | Votantes |
| Alvorge            | 38,20 | 32,60 | 8,03  | 5,60 | 3,65 | 3,16 | 1,95 | 0,24 | 411      |
| Ansião             | 36,56 | 31,96 | 9,12  | 8,29 | 2,37 | 1,95 | 2,30 | 2,65 | 1 436    |
| Avelar             | 37,50 | 31,19 | 10,57 | 6,44 | 2,06 | 2,45 | 3,35 | 2,84 | 776      |
| Chão de Couce      | 49,85 | 24,26 | 8,68  | 5,74 | 2,65 | 1,03 | 1,76 | 0,88 | 680      |
| Pousaflores        | 45,49 | 27,04 | 12,88 | 3,86 | 1,50 | 2,58 | 1,07 | 1,07 | 466      |
| Santiago da Guarda | 53,23 | 22,72 | 8,21  | 5,87 | 1,93 | 2,18 | 1,09 | 1,09 | 1 193    |
| Ansião             | 43,51 | 28,15 | 9,33  | 6,43 | 2,28 | 2,12 | 1,95 | 1,71 | 4 962    |

### Batalha
| Partido                 | Partido                                  | Votos  | %               | +/-  |
| ----------------------- | ---------------------------------------- | ------ | --------------- | ---- |
|                         | Aliança Democrática (PPD/PSD-CDS-PP-PPM) | 2 757  | 43,05 / 100,00  | 0,79 |
|                         | Partido Socialista                       | 1 323  | 20,66 / 100,00  | 0,09 |
|                         | CHEGA                                    | 717    | 11,20 / 100,00  | -    |
|                         | Iniciativa Liberal                       | 697    | 10,88 / 100,00  | 9,89 |
|                         | Bloco de Esquerda                        | 176    | 2,75 / 100,00   | 4,46 |
|                         | Alternativa Democrática Nacional         | 167    | 2,61 / 100,00   | 2,10 |
|                         | LIVRE                                    | 160    | 2,50 / 100,00   | 0,79 |
|                         | Coligação Democrática Unitária (PCP-PEV) | 91     | 1,42 / 100,00   | 0,20 |
|                         | Outros (com menos de 1,00%)              | 138    | 2,16 / 100,00   |      |
| Votos Inválidos         | Votos Inválidos                          | 178    | 2,78 / 100,00   | 9,59 |
| Total                   | Total                                    | 6 404  | 100,00 / 100,00 |      |
| Eleitorado/Participação | Eleitorado/Participação                  | 13 903 | 46,06 / 100,00  | 7,15 |

| Freguesia         | %     | %     | %     | %     | %    | %    | %    | %    | Votantes |
| Freguesia         | AD    | PS    | CH    | IL    | BE   | ADN  | L    | CDU  | Votantes |
| ----------------- | ----- | ----- | ----- | ----- | ---- | ---- | ---- | ---- | -------- |
| Freguesia         |       |       |       |       |      |      |      |      | Votantes |
| Batalha           | 38,38 | 21,69 | 10,22 | 13,49 | 3,45 | 2,23 | 3,15 | 1,99 | 3 366    |
| Golpilheira       | 44,86 | 23,05 | 7,79  | 9,35  | 2,18 | 2,96 | 2,80 | 1,25 | 642      |
| Reguengo do Fetal | 44,08 | 27,96 | 7,31  | 8,00  | 2,44 | 1,97 | 1,51 | 1,04 | 862      |
| São Mamede        | 51,96 | 13,30 | 16,95 | 7,43  | 1,63 | 3,65 | 1,50 | 0,46 | 1 534    |
| Batalha           | 43,05 | 20,66 | 11,20 | 10,88 | 2,75 | 2,61 | 2,50 | 1,42 | 6 404    |

### Bombarral
| Partido                 | Partido                                  | Votos  | %               | +/-  |
| ----------------------- | ---------------------------------------- | ------ | --------------- | ---- |
|                         | Partido Socialista                       | 1 599  | 32,15 / 100,00  | 0,06 |
|                         | Aliança Democrática (PPD/PSD-CDS-PP-PPM) | 1 564  | 31,45 / 100,00  | 2,13 |
|                         | CHEGA                                    | 507    | 10,20 / 100,00  | -    |
|                         | Iniciativa Liberal                       | 379    | 7,62 / 100,00   | 7,21 |
|                         | Coligação Democrática Unitária (PCP-PEV) | 236    | 4,75 / 100,00   | 2,38 |
|                         | Bloco de Esquerda                        | 223    | 4,48 / 100,00   | 4,66 |
|                         | LIVRE                                    | 160    | 3,22 / 100,00   | 1,57 |
|                         | Alternativa Democrática Nacional         | 84     | 1,69 / 100,00   | 1,23 |
|                         | Pessoas–Animais–Natureza                 | 52     | 1,05 / 100,00   | 3,56 |
|                         | Outros (com menos de 1,00%)              | 60     | 1,21 / 100,00   |      |
| Votos Inválidos         | Votos Inválidos                          | 109    | 2,19 / 100,00   | 6,18 |
| Total                   | Total                                    | 4 973  | 100,00 / 100,00 |      |
| Eleitorado/Participação | Eleitorado/Participação                  | 11 477 | 43,33 / 100,00  | 9,12 |

| Freguesia             | %     | %     | %     | %    | %    | %    | %    | %    | %    | Votantes |
| Freguesia             | PS    | AD    | CH    | IL   | CDU  | BE   | L    | ADN  | PAN  | Votantes |
| --------------------- | ----- | ----- | ----- | ---- | ---- | ---- | ---- | ---- | ---- | -------- |
| Freguesia             |       |       |       |      |      |      |      |      |      | Votantes |
| Bombarral e Vale Covo | 31,14 | 29,94 | 10,28 | 8,16 | 4,84 | 5,33 | 3,87 | 1,60 | 1,38 | 2 685    |
| Carvalhal             | 34,92 | 32,49 | 9,44  | 7,21 | 2,84 | 3,86 | 3,25 | 1,22 | 1,02 | 985      |
| Pó                    | 29,56 | 41,51 | 8,49  | 7,55 | 2,83 | 1,89 | 1,89 | 3,14 | 0,31 | 318      |
| Roliça                | 32,99 | 31,27 | 11,27 | 6,60 | 7,01 | 3,65 | 1,83 | 1,93 | 0,41 | 985      |
| Bombarral             | 32,15 | 31,45 | 10,20 | 7,62 | 4,75 | 4,48 | 3,22 | 1,69 | 1,05 | 4 973    |

### Caldas da Rainha
| Partido                 | Partido                                  | Votos  | %               | +/-  |
| ----------------------- | ---------------------------------------- | ------ | --------------- | ---- |
|                         | Aliança Democrática (PPD/PSD-CDS-PP-PPM) | 6 797  | 34,00 / 100,00  | 1,00 |
|                         | Partido Socialista                       | 5 630  | 28,16 / 100,00  | 0,40 |
|                         | CHEGA                                    | 2 061  | 10,31 / 100,00  | -    |
|                         | Iniciativa Liberal                       | 1 879  | 9,40 / 100,00   | 8,78 |
|                         | Bloco de Esquerda                        | 1 015  | 5,08 / 100,00   | 6,05 |
|                         | LIVRE                                    | 891    | 4,46 / 100,00   | 2,35 |
|                         | Coligação Democrática Unitária (PCP-PEV) | 531    | 2,66 / 100,00   | 1,63 |
|                         | Alternativa Democrática Nacional         | 306    | 1,53 / 100,00   | 1,09 |
|                         | Pessoas–Animais–Natureza                 | 227    | 1,14 / 100,00   | 4,35 |
|                         | Outros (com menos de 1,00%)              | 231    | 1,20 / 100,00   |      |
| Votos Inválidos         | Votos Inválidos                          | 423    | 2,12 / 100,00   | 5,84 |
| Total                   | Total                                    | 19 991 | 100,00 / 100,00 |      |
| Eleitorado/Participação | Eleitorado/Participação                  | 45 356 | 44,08 / 100,00  | 9,95 |

| Freguesia                                        | %     | %     | %     | %     | %    | %    | %    | %    | %    | Votantes |
| Freguesia                                        | AD    | PS    | CH    | IL    | BE   | L    | CDU  | ADN  | PAN  | Votantes |
| ------------------------------------------------ | ----- | ----- | ----- | ----- | ---- | ---- | ---- | ---- | ---- | -------- |
| Freguesia                                        |       |       |       |       |      |      |      |      |      | Votantes |
| A dos Francos                                    | 43,18 | 23,74 | 13,65 | 4,90  | 4,01 | 2,97 | 2,08 | 2,37 | 0,59 | 674      |
| Alvorninha                                       | 42,28 | 25,90 | 9,09  | 8,99  | 3,81 | 2,64 | 1,80 | 1,48 | 0,95 | 946      |
| Caldas da Rainha - Santo Onofre e Serra do Bouro | 28,59 | 29,56 | 12,08 | 9,41  | 5,87 | 5,26 | 3,34 | 1,32 | 1,28 | 4 313    |
| Carvalhal Benfeito                               | 51,25 | 17,31 | 7,97  | 8,20  | 2,73 | 2,28 | 2,05 | 2,73 | 1,37 | 439      |
| Foz do Arelho                                    | 31,93 | 32,19 | 10,15 | 8,95  | 5,34 | 2,84 | 3,01 | 2,24 | 0,34 | 1 162    |
| Landal                                           | 46,68 | 23,57 | 11,44 | 4,35  | 3,66 | 3,43 | 1,83 | 2,06 | 0,46 | 437      |
| Nadadouro                                        | 34,20 | 29,36 | 9,00  | 9,67  | 4,72 | 4,84 | 3,04 | 1,01 | 1,80 | 889      |
| Nossa Senhora do Pópulo, Coto e São Gregório     | 31,92 | 28,45 | 9,58  | 10,89 | 5,48 | 5,45 | 2,82 | 1,21 | 1,18 | 6 463    |
| Salir de Matos                                   | 33,74 | 29,58 | 9,55  | 8,32  | 5,01 | 3,31 | 1,13 | 2,84 | 1,61 | 1 058    |
| Santa Catarina                                   | 46,29 | 20,35 | 10,09 | 8,59  | 2,84 | 2,84 | 1,92 | 2,34 | 1,00 | 1 199    |
| Tornada e Salir do Porto                         | 30,35 | 32,56 | 9,91  | 9,43  | 5,27 | 4,11 | 2,58 | 1,16 | 1,05 | 1 898    |
| Vidais                                           | 42,50 | 23,78 | 9,75  | 7,02  | 5,07 | 3,70 | 2,14 | 0,97 | 1,17 | 513      |
| Caldas da Rainha                                 | 34,00 | 28,16 | 10,31 | 9,40  | 5,08 | 4,46 | 2,66 | 1,53 | 1,14 | 19 991   |

### Castanheira de Pêra
| Partido                 | Partido                                  | Votos | %               | +/-   |
| ----------------------- | ---------------------------------------- | ----- | --------------- | ----- |
|                         | Partido Socialista                       | 637   | 44,24 / 100,00  | 2,14  |
|                         | Aliança Democrática (PPD/PSD-CDS-PP-PPM) | 395   | 27,43 / 100,00  | 1,74  |
|                         | CHEGA                                    | 139   | 9,65 / 100,00   | -     |
|                         | Iniciativa Liberal                       | 84    | 5,83 / 100,00   | 5,52  |
|                         | Bloco de Esquerda                        | 42    | 2,92 / 100,00   | 5,44  |
|                         | LIVRE                                    | 31    | 2,15 / 100,00   | 2,05  |
|                         | Coligação Democrática Unitária (PCP-PEV) | 30    | 2,08 / 100,00   | 0,37  |
|                         | Alternativa Democrática Nacional         | 17    | 1,18 / 100,00   | 0,98  |
|                         | Outros (com menos de 1,00%)              | 18    | 1,25 / 100,00   |       |
| Votos Inválidos         | Votos Inválidos                          | 47    | 3,26 / 100,00   | 3,57  |
| Total                   | Total                                    | 1 440 | 100,00 / 100,00 |       |
| Eleitorado/Participação | Eleitorado/Participação                  | 2 456 | 58,63 / 100,00  | 21,46 |

| Freguesia                      | %     | %     | %    | %    | %    | %    | %    | %    | Votantes |
| Freguesia                      | PS    | AD    | CH   | IL   | BE   | L    | CDU  | ADN  | Votantes |
| ------------------------------ | ----- | ----- | ---- | ---- | ---- | ---- | ---- | ---- | -------- |
| Freguesia                      |       |       |      |      |      |      |      |      | Votantes |
| Castanheira de Pera e Coentral | 44,24 | 27,43 | 9,65 | 5,83 | 2,92 | 2,15 | 2,08 | 1,18 | 1 440    |
| Castanheira de Pera            | 44,24 | 27,43 | 9,65 | 5,83 | 2,92 | 2,15 | 2,08 | 1,18 | 1 440    |

### Figueiró dos Vinhos
| Partido                 | Partido                                  | Votos | %               | +/-   |
| ----------------------- | ---------------------------------------- | ----- | --------------- | ----- |
|                         | Aliança Democrática (PPD/PSD-CDS-PP-PPM) | 942   | 38,00 / 100,00  | 0,48  |
|                         | Partido Socialista                       | 774   | 31,22 / 100,00  | 4,59  |
|                         | CHEGA                                    | 269   | 10,85 / 100,00  | -     |
|                         | Iniciativa Liberal                       | 146   | 5,89 / 100,00   | 5,03  |
|                         | Bloco de Esquerda                        | 73    | 2,94 / 100,00   | 3,21  |
|                         | LIVRE                                    | 55    | 2,22 / 100,00   | 1,74  |
|                         | Alternativa Democrática Nacional         | 53    | 2,14 / 100,00   | 1,77  |
|                         | Coligação Democrática Unitária (PCP-PEV) | 38    | 1,53 / 100,00   | 0,23  |
|                         | Pessoas–Animais–Natureza                 | 27    | 1,09 / 100,00   | 2,12  |
|                         | Outros (com menos de 1,00%)              | 31    | 1,25 / 100,00   |       |
| Votos Inválidos         | Votos Inválidos                          | 71    | 2,86 / 100,00   | 6,81  |
| Total                   | Total                                    | 2 479 | 100,00 / 100,00 |       |
| Eleitorado/Participação | Eleitorado/Participação                  | 5 067 | 48,92 / 100,00  | 14,80 |

| Freguesia                       | %     | %     | %     | %    | %    | %    | %    | %    | %    | Votantes |
| Freguesia                       | AD    | PS    | CH    | IL   | BE   | L    | ADN  | CDU  | PAN  | Votantes |
| ------------------------------- | ----- | ----- | ----- | ---- | ---- | ---- | ---- | ---- | ---- | -------- |
| Freguesia                       |       |       |       |      |      |      |      |      |      | Votantes |
| Aguda                           | 42,14 | 24,44 | 14,46 | 3,99 | 2,74 | 1,75 | 2,74 | 1,00 | 1,00 | 401      |
| Arega                           | 42,90 | 32,39 | 5,40  | 5,68 | 1,99 | 2,56 | 3,13 | 0,85 | 0,57 | 352      |
| Campelo                         | 43,33 | 25,83 | 12,50 | 5,83 | 2,50 | 0,83 | 3,33 | 1,67 | 0,83 | 120      |
| Figueiró dos Vinhos e Bairradas | 35,49 | 33,06 | 11,02 | 6,41 | 3,24 | 2,37 | 1,68 | 1,81 | 1,25 | 1 606    |
| Figueiró dos Vinhos             | 38,00 | 31,22 | 10,85 | 5,89 | 2,94 | 2,22 | 2,14 | 1,53 | 1,09 | 2 479    |

### Leiria
| Partido                 | Partido                                  | Votos   | %               | +/-   |
| ----------------------- | ---------------------------------------- | ------- | --------------- | ----- |
|                         | Aliança Democrática (PPD/PSD-CDS-PP-PPM) | 19 206  | 38,66 / 100,00  | 2,17  |
|                         | Partido Socialista                       | 11 894  | 23,94 / 100,00  | 1,14  |
|                         | Iniciativa Liberal                       | 5 742   | 11,56 / 100,00  | 10,77 |
|                         | CHEGA                                    | 4 814   | 9,69 / 100,00   | -     |
|                         | Bloco de Esquerda                        | 1 902   | 3,83 / 100,00   | 5,76  |
|                         | LIVRE                                    | 1 705   | 3,43 / 100,00   | 1,50  |
|                         | Alternativa Democrática Nacional         | 1 022   | 2,06 / 100,00   | 1,55  |
|                         | Coligação Democrática Unitária (PCP-PEV) | 855     | 1,72 / 100,00   | 0,97  |
|                         | Pessoas–Animais–Natureza                 | 541     | 1,09 / 100,00   | 3,98  |
|                         | Outros (com menos de 1,00%)              | 681     | 1,38 / 100,00   |       |
| Votos Inválidos         | Votos Inválidos                          | 1 314   | 2,65 / 100,00   | 8,05  |
| Total                   | Total                                    | 49 676  | 100,00 / 100,00 |       |
| Eleitorado/Participação | Eleitorado/Participação                  | 113 353 | 43,82 / 100,00  | 6,48  |

| Freguesia                         | %     | %     | %     | %     | %    | %    | %    | %    | %    | Votantes |
| Freguesia                         | AD    | PS    | IL    | CH    | BE   | L    | ADN  | CDU  | PAN  | Votantes |
| --------------------------------- | ----- | ----- | ----- | ----- | ---- | ---- | ---- | ---- | ---- | -------- |
| Freguesia                         |       |       |       |       |      |      |      |      |      | Votantes |
| Amor                              | 33,65 | 27,49 | 10,49 | 10,61 | 3,46 | 2,99 | 2,34 | 2,52 | 0,88 | 1 706    |
| Arrabal                           | 45,82 | 18,89 | 11,89 | 10,61 | 1,88 | 1,58 | 2,56 | 1,20 | 1,35 | 1 329    |
| Bajouca                           | 58,36 | 11,69 | 8,92  | 6,05  | 2,15 | 3,38 | 1,85 | 1,03 | 1,03 | 975      |
| Bidoeira de Cima                  | 58,58 | 11,40 | 9,14  | 8,35  | 1,58 | 0,56 | 3,84 | 0,34 | 1,13 | 886      |
| Caranguejeira                     | 54,66 | 13,04 | 9,48  | 9,78  | 1,48 | 1,78 | 3,77 | 0,61 | 0,87 | 1 963    |
| Coimbrão                          | 31,44 | 28,08 | 10,87 | 12,21 | 3,46 | 3,56 | 2,02 | 2,21 | 1,73 | 1 040    |
| Colmeias e Memória                | 47,29 | 19,58 | 8,58  | 11,75 | 3,39 | 2,26 | 2,26 | 0,60 | 0,45 | 1 328    |
| Leiria, Pousos, Barreira e Cortes | 34,66 | 25,18 | 13,81 | 8,28  | 4,96 | 5,19 | 1,44 | 2,06 | 1,15 | 13 350   |
| Maceira                           | 32,33 | 30,98 | 10,25 | 10,10 | 3,44 | 3,00 | 1,64 | 2,29 | 1,15 | 3 405    |
| Marrazes e Barosa                 | 30,83 | 29,39 | 12,24 | 10,96 | 4,61 | 3,73 | 1,41 | 2,25 | 1,21 | 8 183    |
| Milagres                          | 41,82 | 20,96 | 11,11 | 10,21 | 3,97 | 2,26 | 2,71 | 0,90 | 0,72 | 1 107    |
| Monte Real e Carvide              | 35,06 | 28,80 | 9,91  | 10,38 | 4,30 | 2,57 | 2,06 | 1,82 | 0,84 | 2 139    |
| Monte Redondo e Carreira          | 39,24 | 25,10 | 8,20  | 10,36 | 3,37 | 2,82 | 2,67 | 2,11 | 1,21 | 1 988    |
| Parceiros e Azoia                 | 34,37 | 26,95 | 14,08 | 9,49  | 4,30 | 2,99 | 1,44 | 1,51 | 1,48 | 3 046    |
| Regueira de Pontes                | 35,97 | 26,61 | 9,48  | 12,39 | 2,92 | 3,16 | 2,07 | 1,58 | 0,61 | 823      |
| Santa Catarina da Serra e Chainça | 56,76 | 11,43 | 9,16  | 10,60 | 1,66 | 1,70 | 3,27 | 0,70 | 0,79 | 2 292    |
| Santa Eufémia e Boa Vista         | 49,57 | 15,68 | 10,65 | 8,30  | 3,26 | 1,89 | 3,72 | 1,43 | 0,63 | 1 747    |
| Souto da Carpalhosa e Ortigosa    | 48,67 | 17,14 | 9,20  | 9,67  | 2,70 | 2,87 | 3,38 | 0,51 | 1,10 | 2 369    |
| Leiria                            | 38,66 | 23,94 | 11,56 | 9,69  | 3,83 | 3,43 | 2,06 | 1,72 | 1,09 | 49 676   |

### Marinha Grande
| Partido                 | Partido                                  | Votos  | %               | +/-  |
| ----------------------- | ---------------------------------------- | ------ | --------------- | ---- |
|                         | Partido Socialista                       | 4 455  | 34,27 / 100,00  | 3,00 |
|                         | Aliança Democrática (PPD/PSD-CDS-PP-PPM) | 2 919  | 22,46 / 100,00  | 7,14 |
|                         | CHEGA                                    | 1 328  | 10,22 / 100,00  | -    |
|                         | Iniciativa Liberal                       | 1 177  | 9,05 / 100,00   | 8,39 |
|                         | Coligação Democrática Unitária (PCP-PEV) | 1 100  | 8,46 / 100,00   | 6,88 |
|                         | Bloco de Esquerda                        | 735    | 5,65 / 100,00   | 8,28 |
|                         | LIVRE                                    | 497    | 3,82 / 100,00   | 2,24 |
|                         | Alternativa Democrática Nacional         | 164    | 1,26 / 100,00   | 0,89 |
|                         | Pessoas–Animais–Natureza                 | 151    | 1,16 / 100,00   | 3,86 |
|                         | Outros (com menos de 1,00%)              | 156    | 1,20 / 100,00   |      |
| Votos Inválidos         | Votos Inválidos                          | 317    | 2,44 / 100,00   | 6,76 |
| Total                   | Total                                    | 12 999 | 100,00 / 100,00 |      |
| Eleitorado/Participação | Eleitorado/Participação                  | 34 179 | 38,03 / 100,00  | 3,58 |

| Freguesia        | %     | %     | %     | %    | %     | %    | %    | %    | %    | Votantes |
| Freguesia        | PS    | AD    | CH    | IL   | CDU   | BE   | L    | ADN  | PAN  | Votantes |
| ---------------- | ----- | ----- | ----- | ---- | ----- | ---- | ---- | ---- | ---- | -------- |
| Freguesia        |       |       |       |      |       |      |      |      |      | Votantes |
| Marinha Grande   | 33,58 | 22,19 | 9,93  | 9,69 | 8,89  | 5,88 | 4,08 | 1,25 | 1,14 | 10 232   |
| Moita            | 43,20 | 19,08 | 11,18 | 4,17 | 10,53 | 4,39 | 2,41 | 1,10 | 0,66 | 456      |
| Vieira de Leiria | 35,57 | 24,32 | 11,29 | 7,23 | 6,14  | 4,89 | 2,99 | 1,34 | 1,34 | 2 311    |
| Marinha Grande   | 34,27 | 22,46 | 10,22 | 9,05 | 8,46  | 5,65 | 3,82 | 1,26 | 1,16 | 12 999   |

### Nazaré
| Partido                 | Partido                                  | Votos  | %               | +/-   |
| ----------------------- | ---------------------------------------- | ------ | --------------- | ----- |
|                         | Partido Socialista                       | 1 877  | 33,35 / 100,00  | 4,47  |
|                         | Aliança Democrática (PPD/PSD-CDS-PP-PPM) | 1 601  | 28,44 / 100,00  | 7,19  |
|                         | CHEGA                                    | 547    | 9,72 / 100,00   | -     |
|                         | Iniciativa Liberal                       | 501    | 8,90 / 100,00   | 8,22  |
|                         | Bloco de Esquerda                        | 296    | 5,26 / 100,00   | 7,56  |
|                         | Coligação Democrática Unitária (PCP-PEV) | 275    | 4,89 / 100,00   | 3,03  |
|                         | LIVRE                                    | 199    | 3,54 / 100,00   | 2,07  |
|                         | Pessoas–Animais–Natureza                 | 83     | 1,47 / 100,00   | 2,70  |
|                         | Alternativa Democrática Nacional         | 72     | 1,28 / 100,00   | 1,05  |
|                         | Outros (com menos de 1,00%)              | 63     | 1,12 / 100,00   |       |
| Votos Inválidos         | Votos Inválidos                          | 115    | 2,04 / 100,00   | 5,37  |
| Total                   | Total                                    | 5 629  | 100,00 / 100,00 |       |
| Eleitorado/Participação | Eleitorado/Participação                  | 14 076 | 39,99 / 100,00  | 15,48 |

| Freguesia         | %     | %     | %     | %     | %    | %     | %    | %    | %    | Votantes |
| Freguesia         | PS    | AD    | CH    | IL    | BE   | CDU   | L    | PAN  | ADN  | Votantes |
| ----------------- | ----- | ----- | ----- | ----- | ---- | ----- | ---- | ---- | ---- | -------- |
| Freguesia         |       |       |       |       |      |       |      |      |      | Votantes |
| Famalicão         | 36,49 | 31,40 | 9,76  | 5,66  | 3,82 | 1,41  | 3,96 | 1,98 | 1,56 | 707      |
| Nazaré            | 32,62 | 28,11 | 10,20 | 10,10 | 5,40 | 4,24  | 3,48 | 1,50 | 1,37 | 3 942    |
| Valado dos Frades | 33,98 | 27,65 | 7,76  | 6,43  | 5,71 | 10,00 | 3,47 | 1,02 | 0,71 | 980      |
| Nazaré            | 33,35 | 28,44 | 9,72  | 8,90  | 5,26 | 4,89  | 3,54 | 1,47 | 1,28 | 5 629    |

### Óbidos
| Partido                 | Partido                                  | Votos  | %               | +/-   |
| ----------------------- | ---------------------------------------- | ------ | --------------- | ----- |
|                         | Aliança Democrática (PPD/PSD-CDS-PP-PPM) | 1 537  | 30,78 / 100,00  | 1,70  |
|                         | Partido Socialista                       | 1 508  | 30,20 / 100,00  | 2,46  |
|                         | Iniciativa Liberal                       | 551    | 11,04 / 100,00  | 10,16 |
|                         | CHEGA                                    | 489    | 9,79 / 100,00   | -     |
|                         | LIVRE                                    | 208    | 4,17 / 100,00   | 2,58  |
|                         | Bloco de Esquerda                        | 202    | 4,05 / 100,00   | 5,96  |
|                         | Coligação Democrática Unitária (PCP-PEV) | 176    | 3,52 / 100,00   | 1,71  |
|                         | Alternativa Democrática Nacional         | 82     | 1,64 / 100,00   | 1,16  |
|                         | Pessoas–Animais–Natureza                 | 60     | 1,20 / 100,00   | 3,32  |
|                         | Outros (com menos de 1,00%)              | 70     | 1,40 / 100,00   |       |
| Votos Inválidos         | Votos Inválidos                          | 110    | 2,20 / 100,00   | 6,90  |
| Total                   | Total                                    | 4 993  | 100,00 / 100,00 |       |
| Eleitorado/Participação | Eleitorado/Participação                  | 10 794 | 46,26 / 100,00  | 12,39 |

| Freguesia                                | %     | %     | %     | %     | %    | %    | %    | %    | %    | Votantes |
| Freguesia                                | AD    | PS    | IL    | CH    | L    | BE   | CDU  | ADN  | PAN  | Votantes |
| ---------------------------------------- | ----- | ----- | ----- | ----- | ---- | ---- | ---- | ---- | ---- | -------- |
| Freguesia                                |       |       |       |       |      |      |      |      |      | Votantes |
| A-dos-Negros                             | 28,40 | 35,11 | 8,43  | 11,02 | 2,24 | 3,96 | 4,48 | 2,24 | 1,20 | 581      |
| Amoreira                                 | 28,85 | 30,22 | 10,71 | 9,62  | 3,85 | 4,40 | 2,47 | 2,47 | 1,65 | 364      |
| Gaeiras                                  | 27,28 | 36,02 | 10,40 | 8,64  | 5,10 | 4,71 | 1,86 | 1,18 | 0,98 | 1 019    |
| Olho Marinho                             | 29,55 | 27,27 | 9,28  | 10,80 | 3,79 | 3,41 | 9,28 | 1,89 | 1,33 | 528      |
| Santa Maria, São Pedro e Sobral da Lagoa | 31,30 | 29,58 | 12,55 | 8,92  | 4,67 | 4,43 | 2,95 | 1,23 | 1,23 | 1 626    |
| Usseira                                  | 41,35 | 18,38 | 8,38  | 13,78 | 2,43 | 2,97 | 2,70 | 3,24 | 1,35 | 370      |
| Vau                                      | 33,86 | 26,53 | 14,46 | 9,70  | 4,75 | 2,77 | 2,97 | 1,19 | 0,99 | 505      |
| Óbidos                                   | 30,78 | 30,20 | 11,04 | 9,79  | 4,17 | 4,05 | 3,52 | 1,64 | 1,20 | 4 993    |

### Pedrogão Grande
| Partido                 | Partido                                  | Votos | %               | +/-   |
| ----------------------- | ---------------------------------------- | ----- | --------------- | ----- |
|                         | Aliança Democrática (PPD/PSD-CDS-PP-PPM) | 701   | 36,93 / 100,00  | 1,21  |
|                         | Partido Socialista                       | 500   | 26,34 / 100,00  | 4,13  |
|                         | CHEGA                                    | 241   | 12,70 / 100,00  | -     |
|                         | Iniciativa Liberal                       | 150   | 7,90 / 100,00   | 7,17  |
|                         | LIVRE                                    | 69    | 3,64 / 100,00   | 3,02  |
|                         | Coligação Democrática Unitária (PCP-PEV) | 57    | 3,00 / 100,00   | 1,13  |
|                         | Bloco de Esquerda                        | 53    | 2,79 / 100,00   | 1,98  |
|                         | Alternativa Democrática Nacional         | 29    | 1,53 / 100,00   | 1,01  |
|                         | Pessoas–Animais–Natureza                 | 21    | 1,11 / 100,00   | 2,52  |
|                         | Outros (com menos de 1,00%)              | 24    | 1,27 / 100,00   |       |
| Votos Inválidos         | Votos Inválidos                          | 53    | 2,79 / 100,00   | 8,50  |
| Total                   | Total                                    | 1 898 | 100,00 / 100,00 |       |
| Eleitorado/Participação | Eleitorado/Participação                  | 3 008 | 63,10 / 100,00  | 33,08 |

| Freguesia       | %     | %     | %     | %    | %    | %    | %    | %    | %    | Votantes |
| Freguesia       | AD    | PS    | CH    | IL   | L    | CDU  | BE   | ADN  | PAN  | Votantes |
| --------------- | ----- | ----- | ----- | ---- | ---- | ---- | ---- | ---- | ---- | -------- |
| Freguesia       |       |       |       |      |      |      |      |      |      | Votantes |
| Graça           | 41,03 | 26,37 | 9,16  | 5,13 | 2,56 | 4,40 | 2,93 | 2,56 | 1,10 | 273      |
| Pedrógão Grande | 35,10 | 26,46 | 14,10 | 9,10 | 4,40 | 2,65 | 2,65 | 0,99 | 0,91 | 1 319    |
| Vila Facaia     | 41,18 | 25,82 | 9,80  | 5,23 | 1,31 | 3,27 | 3,27 | 2,94 | 1,96 | 306      |
| Pedrógão Grande | 36,93 | 26,34 | 12,70 | 7,90 | 3,64 | 3,00 | 2,79 | 1,53 | 1,11 | 1 898    |

### Peniche
| Partido                 | Partido                                  | Votos  | %               | +/-   |
| ----------------------- | ---------------------------------------- | ------ | --------------- | ----- |
|                         | Partido Socialista                       | 3 384  | 30,81 / 100,00  | 1,98  |
|                         | Aliança Democrática (PPD/PSD-CDS-PP-PPM) | 3 167  | 28,84 / 100,00  | 3,06  |
|                         | CHEGA                                    | 1 265  | 11,52 / 100,00  | -     |
|                         | Iniciativa Liberal                       | 1 072  | 9,76 / 100,00   | 9,28  |
|                         | Coligação Democrática Unitária (PCP-PEV) | 488    | 4,44 / 100,00   | 3,76  |
|                         | Bloco de Esquerda                        | 480    | 4,37 / 100,00   | 5,58  |
|                         | LIVRE                                    | 439    | 4,00 / 100,00   | 2,51  |
|                         | Alternativa Democrática Nacional         | 160    | 1,46 / 100,00   | 0,83  |
|                         | Pessoas–Animais–Natureza                 | 155    | 1,41 / 100,00   | 3,77  |
|                         | Outros (com menos de 1,00%)              | 158    | 1,44 / 100,00   |       |
| Votos Inválidos         | Votos Inválidos                          | 215    | 1,96 / 100,00   | 6,46  |
| Total                   | Total                                    | 10 983 | 100,00 / 100,00 |       |
| Eleitorado/Participação | Eleitorado/Participação                  | 24 271 | 45,25 / 100,00  | 17,26 |

| Freguesia          | %     | %     | %     | %     | %    | %    | %    | %    | %    | Votantes |
| Freguesia          | PS    | AD    | CH    | IL    | CDU  | BE   | L    | ADN  | PAN  | Votantes |
| ------------------ | ----- | ----- | ----- | ----- | ---- | ---- | ---- | ---- | ---- | -------- |
| Freguesia          |       |       |       |       |      |      |      |      |      | Votantes |
| Atouguia da Baleia | 28,34 | 32,69 | 11,99 | 9,87  | 2,89 | 4,06 | 3,29 | 1,90 | 1,29 | 4 044    |
| Ferrel             | 32,93 | 24,78 | 11,08 | 12,50 | 3,14 | 4,87 | 4,87 | 1,35 | 1,72 | 1 336    |
| Peniche            | 32,70 | 26,82 | 11,28 | 8,59  | 5,90 | 4,59 | 4,35 | 1,09 | 1,50 | 4 948    |
| Serra d'El-Rei     | 27,48 | 28,55 | 11,30 | 12,37 | 5,65 | 3,66 | 3,97 | 1,68 | 0,92 | 655      |
| Peniche            | 30,81 | 28,84 | 11,52 | 9,76  | 4,44 | 4,37 | 4,00 | 1,46 | 1,41 | 10 983   |

### Pombal
| Partido                 | Partido                                  | Votos  | %               | +/-  |
| ----------------------- | ---------------------------------------- | ------ | --------------- | ---- |
|                         | Aliança Democrática (PPD/PSD-CDS-PP-PPM) | 7 048  | 42,50 / 100,00  | 0,99 |
|                         | Partido Socialista                       | 3 901  | 23,52 / 100,00  | 0,85 |
|                         | CHEGA                                    | 1 718  | 10,36 / 100,00  | -    |
|                         | Iniciativa Liberal                       | 1 418  | 8,55 / 100,00   | 7,80 |
|                         | Bloco de Esquerda                        | 518    | 3,12 / 100,00   | 4,93 |
|                         | LIVRE                                    | 474    | 2,86 / 100,00   | 1,56 |
|                         | Alternativa Democrática Nacional         | 397    | 2,39 / 100,00   | 1,76 |
|                         | Coligação Democrática Unitária (PCP-PEV) | 232    | 1,40 / 100,00   | 0,77 |
|                         | Outros (com menos de 1,00%)              | 385    | 2,31 / 100,00   |      |
| Votos Inválidos         | Votos Inválidos                          | 493    | 2,97 / 100,00   | 8,31 |
| Total                   | Total                                    | 16 584 | 100,00 / 100,00 |      |
| Eleitorado/Participação | Eleitorado/Participação                  | 48 248 | 34,37 / 100,00  | 6,69 |

| Freguesia                                          | %     | %     | %     | %     | %    | %    | %    | %    | Votantes |
| Freguesia                                          | AD    | PS    | CH    | IL    | BE   | L    | ADN  | CDU  | Votantes |
| -------------------------------------------------- | ----- | ----- | ----- | ----- | ---- | ---- | ---- | ---- | -------- |
| Freguesia                                          |       |       |       |       |      |      |      |      | Votantes |
| Abiul                                              | 52,44 | 15,95 | 12,79 | 6,47  | 2,16 | 2,16 | 2,16 | 0,86 | 696      |
| Almagreira                                         | 49,34 | 22,80 | 8,44  | 8,81  | 1,45 | 2,17 | 2,17 | 0,24 | 829      |
| Carnide                                            | 58,35 | 12,20 | 12,38 | 7,88  | 1,69 | 1,13 | 2,25 | 0,19 | 533      |
| Carriço                                            | 40,82 | 25,95 | 11,08 | 7,09  | 2,79 | 2,40 | 3,39 | 1,10 | 1 002    |
| Guia, Ilha e Mata Mourisca                         | 48,17 | 21,67 | 9,31  | 6,61  | 3,46 | 2,24 | 2,59 | 0,86 | 1 966    |
| Louriçal                                           | 43,52 | 24,57 | 7,20  | 6,84  | 3,60 | 2,74 | 3,10 | 1,44 | 1 388    |
| Meirinhas                                          | 51,76 | 10,98 | 13,01 | 11,79 | 1,76 | 1,76 | 2,85 | 0,54 | 738      |
| Pelariga                                           | 38,45 | 26,49 | 9,53  | 9,21  | 2,26 | 3,07 | 3,23 | 1,29 | 619      |
| Pombal                                             | 36,63 | 26,27 | 10,49 | 9,56  | 3,98 | 4,16 | 1,88 | 1,96 | 5 051    |
| Redinha                                            | 34,85 | 34,34 | 10,94 | 7,24  | 3,37 | 1,52 | 1,01 | 0,67 | 594      |
| Santiago e S. Simão de Litém e Albergaria dos Doze | 41,21 | 23,39 | 9,38  | 9,85  | 3,52 | 3,28 | 2,52 | 1,64 | 1 706    |
| Vermoil                                            | 42,53 | 22,40 | 12,57 | 8,84  | 2,06 | 1,47 | 3,24 | 2,16 | 1 018    |
| Vila Cã                                            | 42,79 | 23,87 | 13,74 | 7,66  | 1,58 | 1,58 | 1,35 | 2,25 | 444      |
| Pombal                                             | 42,50 | 23,52 | 10,36 | 8,55  | 3,12 | 2,86 | 2,39 | 1,40 | 16 584   |

### Porto de Mós
| Partido                 | Partido                                  | Votos  | %               | +/-  |
| ----------------------- | ---------------------------------------- | ------ | --------------- | ---- |
|                         | Aliança Democrática (PPD/PSD-CDS-PP-PPM) | 3 413  | 38,22 / 100,00  | 0,44 |
|                         | Partido Socialista                       | 2 296  | 25,71 / 100,00  | 0,58 |
|                         | CHEGA                                    | 1 059  | 11,86 / 100,00  | -    |
|                         | Iniciativa Liberal                       | 865    | 9,69 / 100,00   | 8,96 |
|                         | Bloco de Esquerda                        | 271    | 3,03 / 100,00   | 5,20 |
|                         | LIVRE                                    | 260    | 2,91 / 100,00   | 1,06 |
|                         | Alternativa Democrática Nacional         | 191    | 2,14 / 100,00   | 1,53 |
|                         | Coligação Democrática Unitária (PCP-PEV) | 125    | 1,40 / 100,00   | 0,82 |
|                         | Outros (com menos de 1,00%)              | 215    | 2,42 / 100,00   |      |
| Votos Inválidos         | Votos Inválidos                          | 236    | 2,65 / 100,00   | 8,26 |
| Total                   | Total                                    | 8 931  | 100,00 / 100,00 |      |
| Eleitorado/Participação | Eleitorado/Participação                  | 20 547 | 43,47 / 100,00  | 7,52 |

| Freguesia          | %     | %     | %     | %     | %    | %    | %    | %    | Votantes |
| Freguesia          | AD    | PS    | CH    | IL    | BE   | L    | ADN  | CDU  | Votantes |
| ------------------ | ----- | ----- | ----- | ----- | ---- | ---- | ---- | ---- | -------- |
| Freguesia          |       |       |       |       |      |      |      |      | Votantes |
| Alqueidão da Serra | 35,89 | 31,76 | 7,83  | 8,86  | 2,66 | 4,28 | 1,92 | 1,62 | 677      |
| Alvados e Alcaria  | 50,22 | 12,93 | 12,72 | 9,91  | 3,45 | 3,23 | 1,51 | 1,29 | 464      |
| Arrimal e Mendiga  | 46,31 | 16,43 | 11,38 | 10,61 | 2,72 | 2,46 | 3,62 | 1,03 | 773      |
| Calvaria de Cima   | 32,19 | 29,06 | 11,56 | 9,79  | 3,44 | 3,02 | 1,98 | 2,19 | 960      |
| Juncal             | 37,53 | 26,89 | 10,98 | 9,45  | 2,89 | 3,15 | 2,47 | 1,45 | 1 175    |
| Mira de Aire       | 30,01 | 30,70 | 13,84 | 10,15 | 3,44 | 2,84 | 1,63 | 2,15 | 1 163    |
| Pedreiras          | 35,23 | 32,54 | 10,47 | 8,81  | 3,11 | 2,28 | 1,55 | 1,76 | 965      |
| Porto de Mós       | 39,66 | 24,89 | 11,33 | 10,83 | 3,17 | 2,86 | 1,99 | 0,77 | 2 206    |
| São Bento          | 55,84 | 10,22 | 18,98 | 2,55  | 1,82 | 2,19 | 4,01 | 0,73 | 274      |
| Serro Ventoso      | 40,88 | 18,61 | 20,07 | 8,39  | 1,46 | 2,55 | 2,19 | 0,36 | 274      |
| Porto de Mós       | 38,22 | 25,71 | 11,86 | 9,69  | 3,03 | 2,91 | 2,14 | 1,40 | 8 931    |